# Johann von Krohn
Johann Sigismund Krohn, ab 1796 von Krohn, (* 18. Juni 1759 in Potsdam; † 4. August 1834 in Gruppe bei Graudenz) war ein preußischer Generalmajor.

## Leben

### Herkunft
Johann war ein Sohn des Oberforstmeisters von Potsdam Heinrich Krohn (1720–1780) und dessen Ehefrau Anna Marie, geborene Sanne.

### Militärlaufbahn
Krohn erhielt seine schulische Ausbildung auf dem Friedrich-Wilhelm-Gymnasium in Berlin und war 1779 als Kondukteur an der kurmärkischen Kammer. Am 27. Juli 1780 wurde er Sekondeleutnant im Mineurkorps in Glatz und am 8. Juli 1789 Premierleutnant in Graudenz. Am 4. November 1796 nobilitiert, wurde er am 6. September 1797 zum Stabskapitän befördert. Am 28. Mai 1800 bekam er das Kommando über drei Pionierkompanien, was der Stelle eines Bataillonskommandeurs entsprach. So wurde er am 1. März 1803 Kapitän und Kompaniechef im Ingenieurkorps in Schweidnitz. Einen Monat später wurde er nach Graudenz versetzt, nahm während des Vierten Koalitionskrieges an der Verteidigung der Stadt teil und stieg Mitte Januar 1807 zum Major auf.
Nach dem Krieg wurde er am 12. Februar 1810 in das Ingenieurkorps nach Berlin versetzt, um dessen Reorganisation bei den Reformen unter Scharnhorst zu bearbeiten. Danach war er ab dem 19. Februar 1811 Kommandeur der 3. Pionier-Kompanie. Im Vorfeld der Befreiungskriege wurde er am 20. Januar 1813 Kommandeur der Pionier-Kompanie in Neiße und avancierte bis Anfang  Juni 1815 zum Oberst.
Nach dem Krieg erhielt er für die Reorganisation der Pioniere am 19. April 1816 das Eiserne Kreuz II. Klasse am weißen Band. Dazu wurde er am 20. April 1816 Brigadier sämtlicher Pionierabteilungen, sowie mit der Führung der Garde-Pionier-Abteilung beauftragt. Unter Verleihung des Charakters als Generalmajor wurde Krohn am 3. April 1820 mit einer Pension von 1000 Talern der Abschied bewilligt. Mitte Januar 1822 erhielt er ein Geschenk von 200 Talern. Er starb am 4. August 1834 in Gruppe bei Graudenz und wurde dort am 7. August 1834 beigesetzt.
In seiner Beurteilung aus dem Jahr 1804 durch den General von der Lahr heißt es: „Von einer guten, der Ehrliebe anhängenden Aufführung und gefälligen Betragen. Besitzt Fortifikations- und Zivilbaukenntnisse besonders viel taktische ökonomische Geometrie. Ist durch 6. Jahre bei den Vermessungen in Südpreußen angestellt gewesen.“

### Familie
Er heiratete 1790 Henriette Lambert (1757–1842), von der er sich später wieder scheiden ließ. Das Paar hatte folgende Kinder:
- Ferdinand (1792–1833), preußischer Major a. D.[1] ⚭ 1818 Karoline Mitscher (1797–1840)
- Henriette (1793–1879)  ⚭ Karl Ludwig von Pritzelwitz (1785–1852), preußischer Generalmajor